# Harold Baker

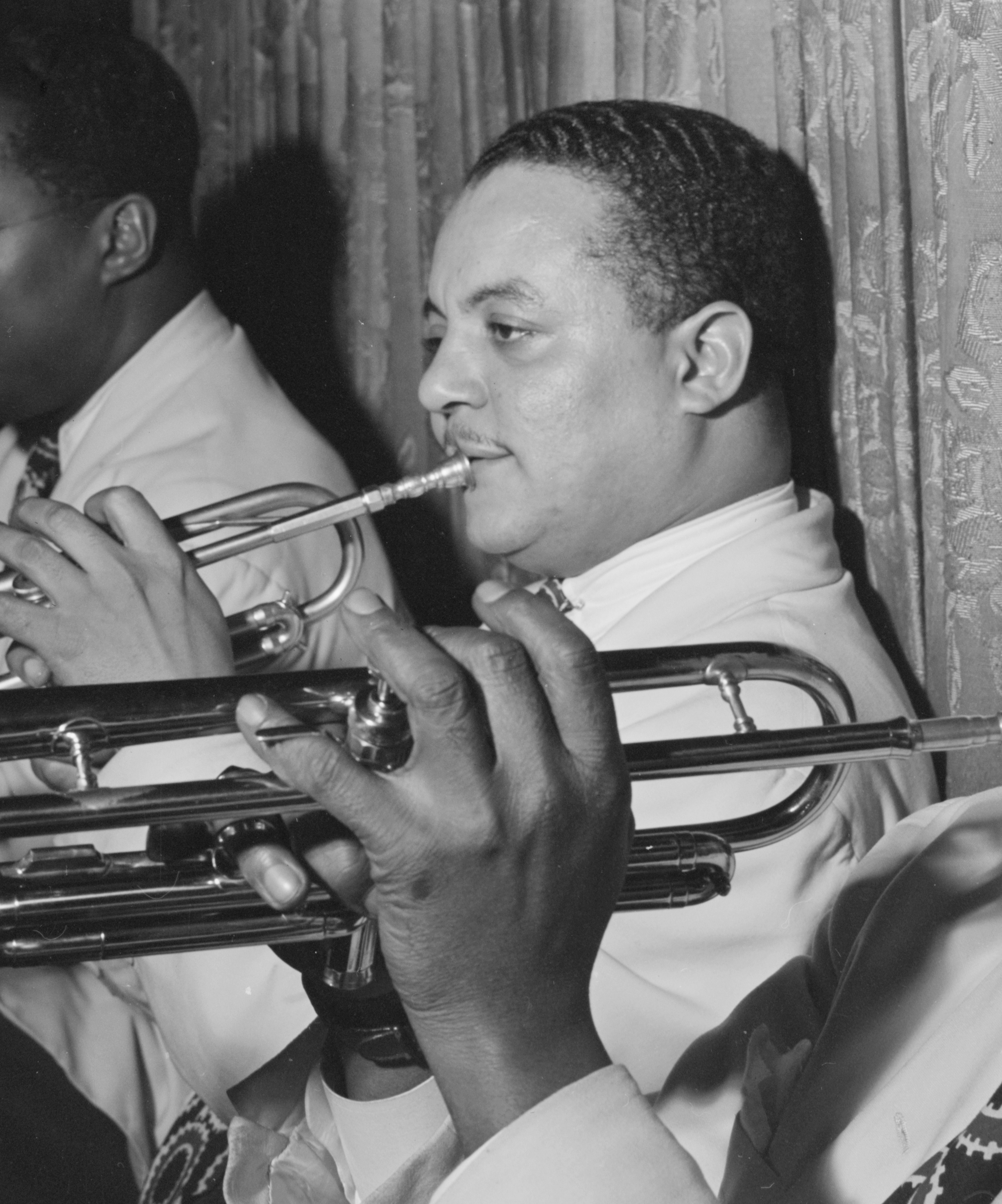
Harold Shorty Baker, November 1946

Harold „Shorty“ Baker (* 26. Mai 1914 in St. Louis (Missouri); † 8. November 1966 in New York City) war ein US-amerikanischer Jazz-Trompeter des Swing. Bekannt wurde er durch sein Spiel im Duke Ellington Orchestra.
„Shorty“ Baker lernte zunächst Schlagzeug und begann seine Karriere Ende der 1920er Jahre als Trompeter in der Band seines Bruders, dem Posaunisten Winfield Baker. Er spielte Anfang der 1930er  mit Erskine Tate und Fate Marable, danach 1932 mit Eddie Johnson, von 1935 bis 1937 bei Don Redman, 1938 kurz im Duke Ellington Orchestra; weitere Stationen waren die Bands von Teddy Wilson 1939–40, Andy Kirk 1940–42, wo er 1942 Mary Lou Williams kennenlernte, die er dann heiratete. Von 1943 bis 1951 spielte er wieder bei Duke Ellington und tourte mit ihm 1950 durch Europa, bei der in Paris Aufnahmen für das Label Swing entstanden. 1952 spielte er wieder bei Teddy Wilson sowie bei Ben Webster, 1954–55 mit Johnny Hodges und 1957–59 erneut bei Duke Ellington (Blues in Orbit). Danach gründete Harold Baker ein eigenes Quartett, spielte im Embers und war Begleitmusiker im Metropole Cafe.
Bakers mehr lyrische Spielweise ist u. a. auf den Elli ngton-Aufnahmen „Trumpet No End“ 1946, „New York City Blues“ 1947, „Time’s A-Wastin’“ 1949, sowie auf dem Johnny Hodges Titel „Time On My Hands“ 1954 zu hören. Außer diesen Orchestern machte Baker Plattenaufnahmen mit Musikern wie Harry Carney 1945 und Nelson Williams 1950, ferner mit Doc Cheatham, Ella Fitzgerald und Russell Procope auf der Platte Giants of Small Band Swing, Vol. 1 (OJC).